# Риџкрест (Флорида)
Риџкрест (енгл. Ridgecrest) насељено је место без административног статуса у америчкој савезној држави Флорида.

## Демографија
По попису из 2010. године број становника је 2.558, што је 105 (4,3%) становника више него 2000. године.
| Група             | 2000.         | 2010.         |
| Белци             | 365 (14,9%)   | 488 (19,1%)   |
| Афроамериканци    | 1.978 (80,6%) | 1.738 (67,9%) |
| Азијати           | 4 (0,2%)      | 21 (0,8%)     |
| Хиспаноамериканци | 78 (3,2%)     | 239 (9,3%)    |
| Укупно            | 2.453         | 2.558         |